# Denominaciones de la Comunidad Valenciana
Las denominaciones de la Comunidad Valenciana han sido varias a lo largo del tiempo, aunque actualmente "Comunitat Valenciana" (en valenciano) es la única que está establecida como oficial en su Estatuto de Autonomía, desde 1982, en los siguientes términos:

Artículo primero.

1. El Pueblo Valenciano, históricamente organizado como Reino de Valencia, se constituye en Comunidad Autónoma, dentro de la unidad de la Nación española, como expresión de su identidad diferenciada como nacionalidad histórica y en el ejercicio del derecho de autogobierno que la Constitución Española reconoce a toda nacionalidad, con la denominación de Comunitat Valenciana.

Dicho estatuto, además, menciona en su preámbulo las denominaciones no oficiales de Reino de Valencia (Regne de València) y de País Valenciano (País Valencià) en los siguientes términos:

Aprobada la Constitución Española fue, en su marco, donde la tradición valenciana proveniente del histórico Reino de Valencia se encontró con la concepción moderna del País Valenciano y dio origen a la autonomía valenciana, como integradora de las dos corrientes de opinión que enmarcan todo aquello que es valenciano en un concepto cultural propio en el estricto marco geográfico que alcanza.

## Denominaciones
Las denominaciones empleadas a lo largo de la historia han sido las siguientes: El Reino (El Regne o Lo Regne), Valencia, Reino de Valencia, Región Valenciana, País Valenciano y Comunidad Valenciana. Hasta el siglo XX, el término «país» era sinónimo de territorio, región o terruño. Al cambiar la connotación de «país», en época franquista se prefirió hablar de «región» y se usó también la denominación Levante Español.
En la actualidad, la denominación oficial y más usada es Comunidad Valenciana (en valenciano Comunitat Valenciana).

### Reino de Valencia
Se trataba del territorio conquistado por tropas cristianas de la Corona de Aragón [cita requerida], comandadas por el rey Jaime I de Aragón en el año 1238. A parte de dicho territorio se le dota de independencia administrativa, jurídica y política en el marco de la Corona de Aragón en los Costums de València, dicho estatus político se extenderá progresivamente a todo el territorio valenciano. Los fueros, su estructura administrativa y jurídica, así como su entidad política fueron disueltos en 1707 por Felipe V con los Decretos de Nueva Planta, asimilándolos a la legislación y estructura del Reino de Castilla.
No obstante, el término siguió usándose comúnmente durante el siglo XVIII y principios del XIX, como por ejemplo en las divisiones en gobernaciones, durante la Guerra de la Independencia con la creación de la Junta Suprema de Gobierno del Reino de Valencia, o en la división provincial propuesta en 1833 por Javier de Burgos. No obstante, a veces se matiza el término como "Antiguo Reino de Valencia", para aclarar la inexistencia de cualquier consideración jurídica o política. A principios del siglo XX el término queda circunscrito al ámbito cultural, académico o literario, especialmente desde la Renaixença valenciana, así como del emergente nacionalismo valenciano. Su uso con finalidades políticas vuelve durante la transición valenciana hacia la autonomía, a principios de los años 1980 por parte del blaverismo, en este caso en contraposición al de País Valenciano.
Antes de su refundación bajo el nombre Partido Popular de la Comunidad Valenciana en 1989, el partido se llamaba Alianza Popular del Reino de Valencia, ya que no aceptaba la denominación País Valenciano, pero tampoco aceptaba la denominación Comunidad Valenciana.
En la actualidad el término "Reino de Valencia" queda relegado en el ámbito académico, histórico o cultural, y está recogido en el Preámbulo del actual Estatuto de Autonomía valenciano de 1982, así como en el primer artículo, para evocar el origen histórico de la actual Comunidad Valenciana. No obstante, aún hoy en día en las localidades castellanas fronterizas entre la Valencia y Castilla, especialmente en la provincia de Cuenca y en la comarca valenciana de Requena-Utiel, se utiliza la expresión "bajarse al Reino" cuando alguien marchaba hacia una localidad valenciana.

### País Valenciano
Denominación moderna de "Reino de Valencia", y una de las que tiene una base de nomenclatura histórica. Como ejemplos de ello, el fraile Agustín Bella en su obra "Vida de fray Agustín Antonio Pascual" afirmaba en 1699, aún estando vigente las instituciones forales del Reino de Valencia, que:

... no le tenia el Señor destinado para Apóstol de las Indias, sino de nuestro País Valenciano...

Ya en el siglo XVIII, en el año 1738, la denominación País Valenciano, en castellano, aparecía dos veces en el estudio Clamores inconsolables de el agua, y sangría, contra la mala administración y vana esperanza de sus Professores, del doctor Manuel Martín, médico del claustro de la Universidad de Valencia.
En 1745, Joaquín Castellví y la Figuera, señor de Benafer, utilizaba el término en una de sus coplas, incluidas en un volumen literario más grande, publicado en Valencia en 1746.
En 1762, para celebrar el tercer centenario de la canonización de San Vicente Ferrer, se publicó la obra El apóstol de Europa, del jesuita de Castalla Tomás Serrano, en la que se hace un amplio uso de la denominación, utilizándose incluso en el título de la primera parte de sus versos seculares: «Assunto Primero. Que la fertilidad del País Valenciano no se debe al Turia, sino a San Vicente, y de la ingeniosa correspondencia con que reconoce el beneficio.»
También encontramos el ejemplo rescatado por Sanchis Guarner en su obra "La llengua dels valencians" que confirma la existencia del documento satírico del 1767 con el siguiente largo título, en valenciano:

Carta no vista, lletra uberta, combit cheneral y particular, que fa Quelo el Roig de Albal, nét de la tia Rafela, a tota la Cort de Madrit, per a que vinga a veurer o mirar la gran Festa Centenar de la Verche Amparadora, ulatant lo lluit que estarà el País Valencià.

(Traducción: "Carta no vista, letra abierta, invitación general y particular, que hace Quelo el Rojo de Albal, nieto de la tia Rafela, a toda la Corte de Madrid, para que venga a ver o mirar la gran Fiesta Centenària de la Virgen Amparadora, comprobando lo lucido que estará el País Valenciano")

Además, el mismo académico considera que en el origen etimológico de "País Valenciano" ya se emplea el gentilicio "valenciano" para definir la colectividad humana que vive en el territorio del entonces Reino de Valencia, y menciona que en 1499 en el texto de "Regiment de la cosa pública" del fraile franciscano catalán Francesc Eiximenis se recoge el concepto de "Poble Valencià" (sic, pueblo valenciano) para distinguirlo de los catalanes:

Per totes aquestes coses e raons ha volgut Nostre Senyor Déu que Poble Valencià sia poble especial e elet entre los altres de tota Espanya. Car com sia vengut e eixit, per la major partida, de Catalunya, e li sia al costat, emperò no es nomena Poble Català, ans per especial privilegi ha propi nom e es nomena Poble Valencià.

Traducción: Por todas estas cosas y razones ha querido Nuestro Señor que Pueblo Valenciano sea pueblo especial y elegido entre los otros de toda España. Ya que como es venido y salido, por la mayor partida, de Cataluña, y se encuentra al lado, pero aun así no se denomina Pueblo Catalán, antes por especial privilegio tiene propio nombre y se denomina Pueblo Valenciano.

En su edición del 6 de diciembre de 1788, el periódico Correo de Madrid utilizaba esta denominación, junto con la de Reyno de Valencia.
Ya era utilizada a principios del siglo XIX, como muestra el noticiero Diario de Valencia en su edición número 44, del 13 de noviembre de 1802, en el que se nombraba al País Valenciano junto al Reyno de Valencia.
A mediados del siglo XIX, el diario de Madrid El Católico utilizaba el término, y en el año 1854, la Real Sociedad Económica de Amigos del País de Valencia publicó un documento en previsión de la Exposición Universal de París de 1855 en el cual se utilizaba esta denominación.
En los estudios sobre la historia de España realizados a mediados del siglo XIX, encontramos esta denominación, por ejemplo, en 1861, en la Historia general de España, de Modesto Lafuente, y en 1864, en la Historia general de España: desde los tiempos más remotos hasta nuestros días, también de Modesto Lafuente, y en la Historia general de España y de sus Indias, de Víctor Gebhardt.
Así, aunque al principio se utiliza con un significado meramente geográfico, a principios del siglo XX dentro del movimiento obrero y de los primeros movimientos del nacionalismo valenciano se emplea, además, también con un significado político y cultural. Asimismo, las Juventudes Valencianistas en el año 1906 publican un mapa comarcal bajo este nombre. Asimismo, se populariza durante la década de los 30, del mismo siglo, a través de sucesivas publicaciones académicas, culturales, y políticas, especialmente en los "Quaderns d'Orientació Valencianista" de la Editorial Estel (actualmente editados por la Universidad de Valencia).
Tuvo un importante uso durante la II República, como refleja, por ejemplo, el uso del término por parte del entonces Consejo Provincial de Valencia, órgano preautonómico, en un cartel de Artur Ballester. También se puede ver una buena muestra de ello su utilización en los diferentes proyectos de estatutos de autonomía de la CNT y del Frente Popular en 1936, así como de Esquerra Valenciana, y de Izquierda Republicana en 1937. Otro partido de izquierda, el POUM, también hacía uso de este nombre.
En los años sesenta, a raíz de la publicación del tomo "El País Valenciano", escrito por Joan Fuster, en "Guías de España" de la Ed. Destino, vuelve a popularizarse de nuevo hasta el punto de ser el término más extenso y utilizado en los medios de comunicación, especialmente en la prensa escrita local de todas las tendencias ideológicas, sin que la censura franquista objetara gran cosa.
TVE utilizó la denominación País Valenciano en un reportaje sobre la gran riada de Valencia de octubre de 1957, llamado Un río cambia de cauce, emitido en 1965, en pleno franquismo,  e incluso el noticiario NO-DO hizo uso de la misma en 1978 en un reportaje sobre la Generalidad Valenciana. El programa Los años del NO-DO de La 2 también utilizó esta denominación en el documental Los principios fundamentales, emitido en 2013.
El Real Decreto-ley 10/1978, de 17 de marzo, publicado en el Boletín Oficial del Estado (número 66), el 18 de marzo de 1978, por el cual se aprobaba el régimen preautonómico del País Valenciano, hace un amplio uso de la denominación para referirse al territorio de la actual Comunidad Valenciana.
Además, era el término propuesto en el Proyecto de Estatuto de Autonomía de la Asamblea de Parlamentarios del País Valenciano que se acordó en Benicasim el 25 de octubre de 1979 (ver propuesta en Wikisource). Sin embargo, finalmente el término solo quedó recogido en el preámbulo del Estatuto de Autonomía, que carece de carácter normativo, y no en el articulado. Por otra parte, existía una entidad gubernamental valenciana, el Consejo Preautonómico del País Valenciano, con diversas competencias hasta la aprobación de un Estatuto de Autonomía.
No obstante, a pesar de que la UCD utilizaba el término, a partir de 1980 tanto el blaverismo como la derecha posfranquista rechazaban dicho término por su vinculación con el concepto político de los Países Catalanes que se venía planteando desde los años 60. En contradicción con lo observado por el académico Sanchis Guarner, el último alcalde franquista de Valencia, Miguel Ramón Izquierdo, justificaba el rechazo porque "país es singular de países, entonces se habla de un País Valenciano dentro de los Países Catalanes".
En abril de 1980 diecinueve académicos de la Real Academia Española y de la Real Academia de la Historia firmaron un documento a título personal, no aprobado por los plenos de sendas academias, en el que se mencionaba que la lengua que se habla en la mayor parte de las comarcas del País Valenciano es el catalán, y afirmando que los intentos de separar el territorio valenciano de la comunidad idiomática y cultural catalana son culturalmente aberrantes.
En la actualidad, su uso es considerable a día de hoy, siendo más común en ámbitos académicos, así como en ámbitos locales (Avinguda, Plaça, Carrer... del País Valencià), políticos (Partido Socialista del País Valenciano, Esquerra Unida del País Valencià, BNV... ), sindicales (UGT-PV, CCOO-PV, STEPV...), periodísticos, y del asociacionismo.  

#### Conflictos con el Partido Popular
El término es rechazado por parte del principal partido de la derecha, el Partido Popular, también el principal partido de la izquierda (PSOE-PSPV) votó a favor del nuevo Estatuto de 2006 en el que se establece como única denominación el término Comunidad Valenciana, no apoyando así al Bloc Nacionalista Valencià en sus pretensiones de cambiar la denominación a País Valencià. Asimismo, diversos miembros de la Unió de Periodistes Valencians afirmaron que desde 1991, fecha en que gobernaba el PSOE-PSPV en la Comunidad Valenciana, en la RTVV existía una "lista negra" de palabras que la entidad pública consideraba que no se debían de difundir en sus medios de comunicación. Sin embargo, no es hasta 1996, con el Partido Popular en el gobierno valenciano, cuando se incluiría en ella el término de País Valenciano, y se dio lugar a cortes, o la puesta de voz en off, en entrevistas en el momento en que se empleaba dicha denominación, especialmente en la cadena de Canal Nou. Además, sindicatos de la educación denunciaron en el año 1998 el control del ejercicio de la enseñanza por parte de la Conselleria de Educación, con la finalidad de que profesores de valenciano no utilizaran dicho término en los centros docentes.
No obstante, como alternativa a la denominación de País Valenciano, en 1997, bajo la presidencia de Eduardo Zaplana, la Generalidad Valenciana presentó la marca turística en inglés Land of Valencia 
Otra muestra de la oposición mostrada por el PP con el uso del término País Valenciano se encuentra en el contexto del enfrentamiento entre diversas universidades públicas valencianas con el gobierno valenciano, que caracterizó la segunda legislatura de Eduardo Zaplana como presidente. En esos años, la Universidad de Valencia y la de Castellón, aprobaron la reforma de sus respectivos Estatutos en las que utilizaban el término de "País Valenciano" para aludir a la comunidad autónoma valenciana, y "catalán" para hacer referencia a su lengua propia, como son de costumbre en el ámbito académico, y se encontraron con un bloqueo por parte de la Generalidad por ello que terminó en pleito judicial. Se da la circunstancia que en aquellos años el Conseller de Educación, como responsable de los asuntos universitarios, era Francisco Camps Ortiz, posterior presidente de la Generalidad Valenciana hasta el 28 de julio de 2011. En relación con la denominación en los Estatutos de las Universidades de Valencia y Castellón, los tribunales fallaron a favor de la Generalidad, obligando a dichas universidades a emplear en los mismos la denominación Comunidad Valenciana, que es la única establecida en su Estatuto de Autonomía. 
Dichos conflictos no solo se circunscriben a la Comunidad Valenciana, sino que, además, también se prestan a disputa a nivel nacional. Concretamente, en el Congreso de los Diputados, en Madrid, el Partido Popular protestó que la diputada por la provincia de Valencia, Isaura Navarro, hiciese referencia al ámbito autonómico valenciano con el término de "País Valenciano", tanto en valenciano como en castellano, y solicitó a la Mesa del Congreso que no aceptara, por tanto, sus iniciativas parlmentarias. Aunque en un principio el presidente del Congreso, Manuel Marín, consideraba como válidas los argumentos del grupo popular, acogiéndose a criterios de la Generalidad valenciana, finalmente la Mesa resolvió considerando que el término de País Valenciano es legalmente correcto, aunque en las comunicaciones institucionales con la Generalidad siempre se ha venido empleando la denominación oficial de "Comunidad Valenciana". Así mismo, tuvo lugar otros varios sucesos relacionados con el uso dicho término, esta vez siendo utilizado de forma habitual por el presidente del Gobierno de España, J. L. Rodríguez Zapatero. De hecho, Rodríguez Zapatero lo empleó en su primer balance anual de su mandato para referirse a Francisco Camps como "Presidente del País Valenciano", lo que generó de nuevo las protestas del Partido Popular, sobre todo habiendo cuenta que ya venía utilizándolo anteriormente como, por ejemplo, en su primer discurso ante el Senado en 2004. La respuesta del presidente del gobierno fue que se acogía al nombre que utiliza su partido en Valencia, donde se denominan "Partido Socialista del País Valenciano".
También trascendiendo el ámbito de la Comunidad Valenciana, se añadió otro capítulo en las negociaciones entre los gobiernos catalán y valenciano del año 2007 para la emisión recíproca de sus radio y televisiones autonómicas respectivas en ambos territorios. El portavoz valenciano, Vicente Rambla, afirmó públicamente que una de las condiciones que puso el gobierno valenciano para no cerrar las emisiones en la Comunidad Valenciana de los medios de la Corporación Catalana de Radio y Televisión es que se "respetara la denominación estatutaria de Comunidad Valenciana", en alusión al uso del término de País Valenciano en esos medios. Desde Cataluña este aspecto ha sido rechazado tanto por el gobierno catalán, ya que no lo considera "razonable", como por todos algunos partidos parlamentarios catalanes, incluido el Partido Popular catalán,aunque no Ciudadanos aduciendo comúnmente a la independencia periodística en los libros de estilo. No obstante, a pesar de ello, en fecha de 26 de octubre de 2007 la Generalidad valenciana anuncia que se establecerá un acuerdo de reciprocidad de dichas emisiones con la Generalidad catalana, a quien se le pide "un esfuerzo de respeto institucional", según palabras de Vicent Rambla.
Desde 2017, la nueva radiotelevisión valenciana, À Punt Mèdia, utiliza indistintamente las denominaciones Comunidad Valenciana y País Valenciano.
En noviembre de 2020, la administradora única de RTVE, Rosa María Mateo, instó a los trabajadores de RNE a que, en vez de utilizar las denominaciones Valencia o Levante, usaran tanto la denominación Comunidad Autónoma Valenciana como País Valenciano.
En noviembre de 2021, la Mesa del Senado de España rechazó la petición del Partido Popular de anular la decisión de aquella de admitir a trámite iniciativas que empleen los términos de «países catalanes» o «País Valenciano» para referirse a la Comunidad Valenciana. En febrero de 2022 el Partido Popular de la Comunidad Valenciana mostró su adhesión al manifiesto 'No a lo Países Catalanes' presentado por varias entidades culturales valencianas como la Real Academia de Cultura Valenciana, Lo Rat Penat, el Ateneo Mercantil de Valencia y la Real Sociedad Valenciana de Agricultura; dicho manifiesto denunció los "continuos ataques perpetrados contra la personalidad y el marco legal constitucional y estatutario del pueblo valenciano", así como "las injerencias que utiliza el catalanismo expansionista, con el uso de esa terminología falsaria, que solo obedece a intentos de deformar la histórica realidad del Reino de Valencia, hoy llamado estatutariamente Comunitat Valenciana, a sus raíces, a su lengua y a sus señas de identidad, subsumiéndola en otra bien diferente, alejada de la realidad histórica, social, cultural, económica y lingüística de los valencianos que siempre nos hemos sentido orgullosos de ser lo que somos: valencianos y españoles".

### Comunidad Valenciana
Se utiliza por primera vez en el articulado de la propuesta de Proyecto de Estatuto de Autonomía de la Asamblea de Parlamentarios del País Valenciano, de forma indistinta junto con el término de "País Valenciano"[cita requerida]. Esa propuesta, conocida como Acuerdo de Benicasim, en lo que respecta al tema de los símbolos, tanto los partidos valencianos de izquierdas como los de derechas hicieron concesiones para llegar a un consenso. Los primeros asumían como bandera del País Valenciano una señera con franja azul conteniendo el escudo de la Generalidad, mientras que los segundos asumían el término de País Valenciano.
Sin embargo, cuando la propuesta llegó al Congreso de los Diputados con mayoría absoluta de la derecha, se rompió el consenso al desvincularse la UCD del Acuerdo de Benicasim y, respecto a los símbolos, proponía cambiar tanto la bandera por la señera coronada valenciana, como el término, por el de Reino de Valencia. Como respuesta, los partidos de izquierda amenazaron con recurrir el estatuto al Tribunal Constitucional por la denominación de "Reino" ya que ese rango consideraban que estaba reservado para el Estado español, a pesar de no aparecer reflejada la denominación "Reino de España" en la Constitución de 1978.
No obstante, el PSOE forzó una solución de compromiso con la UCD, a través del diputado Emilio Attard, por el que se sustituyó "Reino de Valencia" por el de "Comunidad Valenciana", y recogiendo los términos "Reino de Valencia" y "País Valenciano" en el preámbulo, con la idea de que el partido de turno en el gobierno autonómico valenciano utilizase el que creyese conveniente.  El compromiso sobre los términos se aprueba con la abstención del PSOE, y la oposición del PCE.
El término de "Comunidad Valenciana" se ha extendido y popularizado desde principios de los años 90 del siglo XX por diversas campañas de turismo promovidas por la Generalidad Valenciana (con el lema "Comunitat Valenciana, vacaciones todo el año"). Por último, en el año 2005 se cambió el encabezado del principal boletín escrito de la Generalidad, que se llamaba "Diari Oficial de la Generalitat Valenciana", por el de "Diari Oficial de la Comunitat Valenciana".

### Otras denominaciones empleadas
- Región Valenciana: Es una denominación regionalista, que tuvo cierta utilización durante el franquismo y que resaltaba el aspecto de ser eso: una región de España. No obstante, el nacionalismo valenciano, a través de Esquerra Valenciana, llegó a proponerlo durante la II República como término de consenso que fuese aceptable para los principales partidos, tanto de derecha como de izquierda, en su anteproyecto de Estatuto de Autonomía de 1937.
- Levante o Región Levantina: Denominación que atiende a su posición geográfica en la península ibérica. Es relativamente poco usual y, aunque uno de los dos periódicos principales de la autonomía usa tal encabezado (Levante-EMV) y es el nombre de uno de los equipos de fútbol valencianos más antiguos (Levante U. D.), ha tenido algunas veces connotaciones negativas. Fue empleado también por organizaciones históricas como el Consejo Levantino Unificado de Exportación de Agrios (CLUEA) o la Agrupación guerrillera de Levante y Aragón. La actual Vuelta a la Comunidad Valenciana recibió en su creación en 1929 el nombre de Vuelta al Levante, manteniéndose con tal nombre hasta 1979.[61] Un informe de 1996 del Consejo Valenciano de Cultura –órgano consultivo en materia cultural de las Cortes Valencianas– argumenta la inconveniencia del término 'Levante' para referirse al territorio de la Comunidad Valenciana.[62] Durante el franquismo se usó[cita requerida] ocasionalmente la variante Levante español.
- Principado de Valencia: Esta denominación era la que recibía el territorio valenciano conquistado por Rodrigo Díaz de Vivar,[63][64][65] también conocido como el Cid quien, en un principio conquistó Valencia para Castilla, pero finalmente acabó creando un principado alrededor de la taifa de Balansiya. En el año 1098, en una dedicación de la catedral de Valencia a la Virgen María, Ruy Díaz de Vivar firmó un escrito otorgándose el título de «el Príncipe Rodrigo el Campeador».[66][67][68] En la actualidad, la denominación Principado de Valencia[69][70] se utiliza exclusivamente para denominar el principado que gobernó primero, el Cid y, posteriormente, su esposa Doña Ximena, bajo la protección de su yerno Ramón Berenguer III.[71]
- Mancomunidad Valenciana: empleado en las bases elaboradas por la Diputación de Valencia y el Ayuntamiento de la capital en 1919 para elaborar un régimen descentralizado.[72]
- Mancomunidad de las provincias valencianas: Su uso fue testimonial durante la Transición española en una propuesta de Estatuto de Autonomía redactado por el partido de Alianza Popular. Esta denominación no fue popular ni tampoco conocida por la mayoría de los valencianos. Pasó casi inadvertida.